# Cebidae
I Cebidi (Cebidae Gray, 1831) sono una famiglia di scimmie platirrine, a cui vengono ascritte le scimmie conosciute coi nomi comuni di cebi e saimiri.
Vivono in America centrale e meridionale. Si tratta di animali perlopiù arboricoli e diurni, di dimensioni medio-piccole: il membro più piccolo della famiglia è lo uistitì pigmeo, che misura meno di 30 cm per un peso attorno ai 100 g, mentre il membro più grande è il cebo dal ciuffo, che misura un'ottantina di centimetri per un peso di 4 kg. Tutti presentano muso arrotondato e narici piatte.
Si tratta in genere di animali onnivori, che si nutrono cioè sia di materiale vegetale (frutta, foglie, fiori, linfa) che animale (insetti, uova, piccoli vertebrati): la proporzione fra cibi di origine animale e vegetale nella dieta di questi animali varia anche molto fra le varie specie, che tuttavia hanno tutte la stessa formula dentale.
Sono animali sociali, che vivono in gruppi di dimensioni variabili a seconda della specie (la dimensione dei gruppi generalmente è inversamente proporzionale alle dimensioni dell'animale), generalmente in un range che va da cinque a quaranta individui.
Le femmine hanno una gestazione che dura 3-4 mesi, al termine dei quali danno solitamente alla luce un unico cucciolo o due gemelli.

## Tassonomia
Un tempo, le platirrine si dividevano in Callitrichidae e Cebidae: la prima famiglia comprendeva le attuali Callithricinae, la seconda comprendente Cebinae (attuali Cebinae e Saimirinae), Pitheciinae (comprendente gli attuali Pitheciidae), Callicebinae (comprendente gli attuali Callicebinae ed Aotidae, questi ultimi a volte piazzati in una propria sottofamiglia, Aotinae), Alouattinae (ora passata a sottofamiglia degli Atelidae) ed Atelinae.

La moderna classificazione, basata sulle analisi del DNA mitocondriale, ha svelato una parentela abbastanza stretta fra Callitricidi e Cebidi, portando gli studiosi ad unire le due famiglie e declassarle a sottofamiglie della famiglia Cebidae, mentre le altre sottofamiglie sono state accorpate fra loro od elevate al rango di famiglie a sé stanti.
L'attuale classificazione conta 7 generi, raggruppati in 3 sottofamiglie, con 56 specie: ascritte finora
- Sottofamiglia Cebinae
  - Genere Cebus
  - Genere Sapajus
- Sottofamiglia Saimirinae
  - Genere Saimiri
  - Generi estinti
    - Acrecebus
    - Chilecebus
    - Dolichocebus
    - Lagonimico
    - Laventiana
    - Micodon
    - Neosaimiri
    - Patasola